# Badminton vid olympiska sommarspelen 2004
Badminton vid olympiska sommarspelen 2004 i Ahen varade från den 14 till den 21 augusti, och hölls i Goudi Olympic Complex.

## Medaljtabell
| Medaljfördelning |                |      |        |       |        |
| Placering        | Nation         | Guld | Silver | Brons | Totalt |
| 1                | Kina           | 3    | 1      | 1     | 5      |
| 2                | Sydkorea       | 1    | 2      | 1     | 4      |
| 2                | Indonesien     | 1    | 0      | 2     | 3      |
| 4                | Storbritannien | 0    | 1      | 0     | 1      |
| 4                | Nederländerna  | 0    | 1      | 0     | 1      |
| 6                | Danmark        | 0    | 0      | 1     | 1      |

## Medaljfördelning
| Klass                   | Guld                               | Silver                                    | Brons                                  |
| Herrsingel Detaljer...  | Taufik Hidayat (INA)               | Shon Seung-mo (KOR)                       | Sony Dwi Kuncoro (INA)                 |
| Damsingel Detaljer...   | Zhang Ning (CHN)                   | Mia Audina (NED)                          | Zhou Mi (CHN)                          |
| Herrdubbel Detaljer...  | Sydkorea Kim Dong-moon Ha Tae-kwon | Sydkorea Lee Dong-soo Yoo Yong-sung       | Indonesien Eng Hian Flandy Limpele     |
| Damdubbel Detaljer...   | Kina Zhang Jiewen Yang Wei         | Kina Huang Sui Gao Ling                   | Sydkorea Ra Kyung-min Lee Kyung-won    |
| Mixeddubbel Detaljer... | Kina Zhang Jun Gao Ling            | Storbritannien Nathan Robertson Gail Emms | Danmark Jens Eriksen Mette Schjoldager |